# Вакуленко, Иван Логинович
Иван Логинович Вакуленко (иногда Логвинович; 6 (18) января 1878, село Спасское, Оренбургский уезд, Оренбургская губерния — 4 апреля 1955, Уфа, Башкирская АССР) — биохимик. Доктор медицинских наук (1935), профессор (1935). Заслуженный деятель науки РСФСР (1947) и Башкирской АССР (1944). Коллежский асессор (1914). Профессор на кафедре биологической химии Томского университета.

## Биография
Родился в январе 1878 года в селе Спасское Оренбургского уезда Оренбургской губернии (ныне Саракташский район Оренбургской области).
В 1907 году окончил Томский университет. С 1907 года — преподаватель Томского университета.
В 1935—1955 годах преподавал в Башкирском государственном медицинском институте. В 1935—1942 годах заведовал кафедрой органической химии. В 1945—1953 годах являлся заведующим кафедрой биологической и органической химии.
1938—1941 годах — председатель Башкирского филиала Всесоюзного общества физиологов, биохимиков и фармакологов.

## Работы
- Обмен фосфора и серы у человека // Известия Императорского Томского университета. 1907. Кн. 28;
- Анализ крови в случае злокачественной прогрессивной анемии // Известия Императорского Томского университета. 1909. Кн. 32;
- К вопросу о составе и свойствах крови пупочной вены в момент рождения // Известия Императорского Томского университета. 1910. Кн. 40;
- О содержании радонистого калия в слюне детей // Известия Императорского Томского университета. 1910. Кн. 40;
- О содержании кальция, магния и фосфора в крови пупочной вены в момент рождения // Известия Императорского Томского университета. 1911. Кн. 46;
- О минимальной потребности человека в белке // Известия Императорского Томского университета. 1913. Кн. 49;
- Анализ крови в случае Hemichoreale post apoplex cerebri //Известия Императорского Томского университета. 1913. Кн. 49;
- О выделении креатинина и креатина из мочи у родильниц // Известия Императорского Томского университета. 1914. Кн. 56;
- К методике гидролитического разложения белков: (Предварительное сообщение) // Известия Императорского Томского университета. 1914. Кн. 59;
- О содержании лецитина в сибирских рыбах (сообщение первое) // Известия Императорского Томского университета.1916. Кн. 64;
- О содержании лецитина в сибирских рыбах (сообщение второе) // Известия Томского университета. 1918. Кн. 67.

## Награды и звания
- Заслуженный деятель науки Башкирской АССР (1944).
- Заслуженный деятель науки РСФСР (1947);
- Орден Ленина (1953).

## Архивные источники
- Государственный архив Томской области (ГАТО). Ф. 102. Оп. 1. Д. 968;
- ГАТО. Ф. 102. Оп. 2. Д. 685;
- Фонд И. Л. Вакуленко // Архив музея истории ТГУ.